# Nicolas de Nobili
Nicolas de Nobili (Lucca, 27 september 1706 – Lucca, 29 januari 1784) was een Italiaans bankier en rekenmeester in de Oostenrijkse Nederlanden. Hij voerde het financieel beleid van minister von Cobenzl in Brussel.

## Levensloop

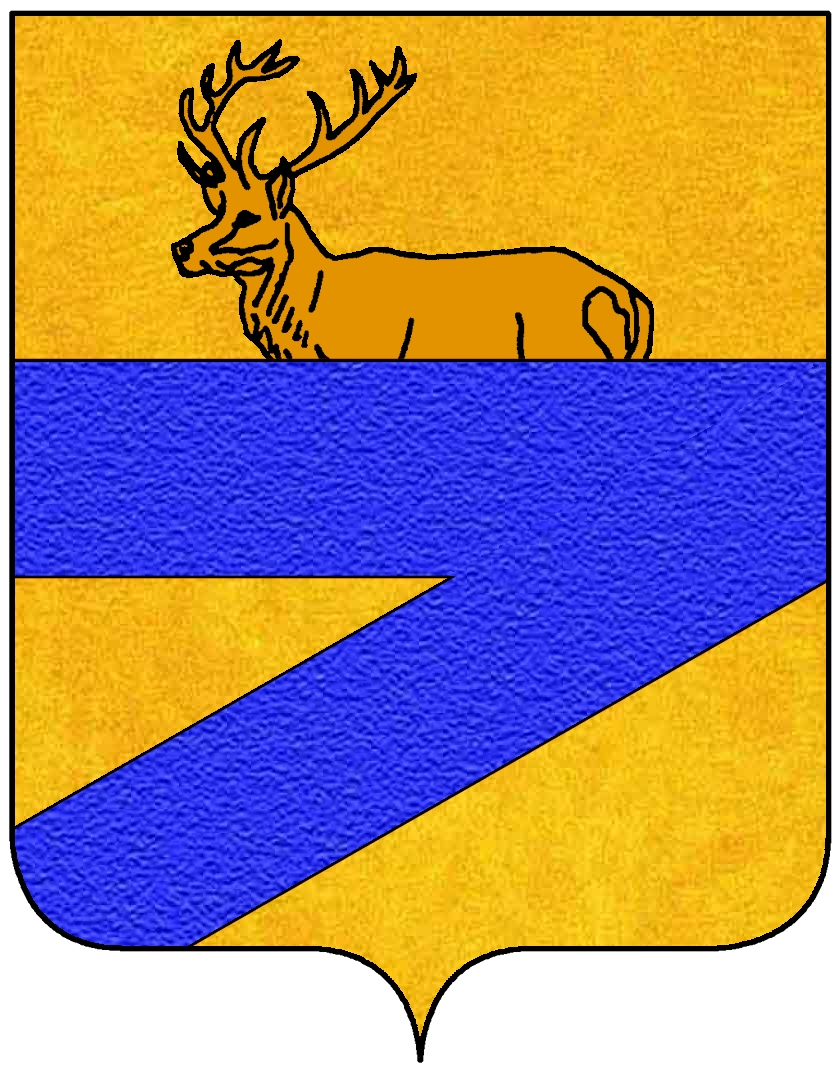
Wapenschild van de familie de Nobili in Lucca.

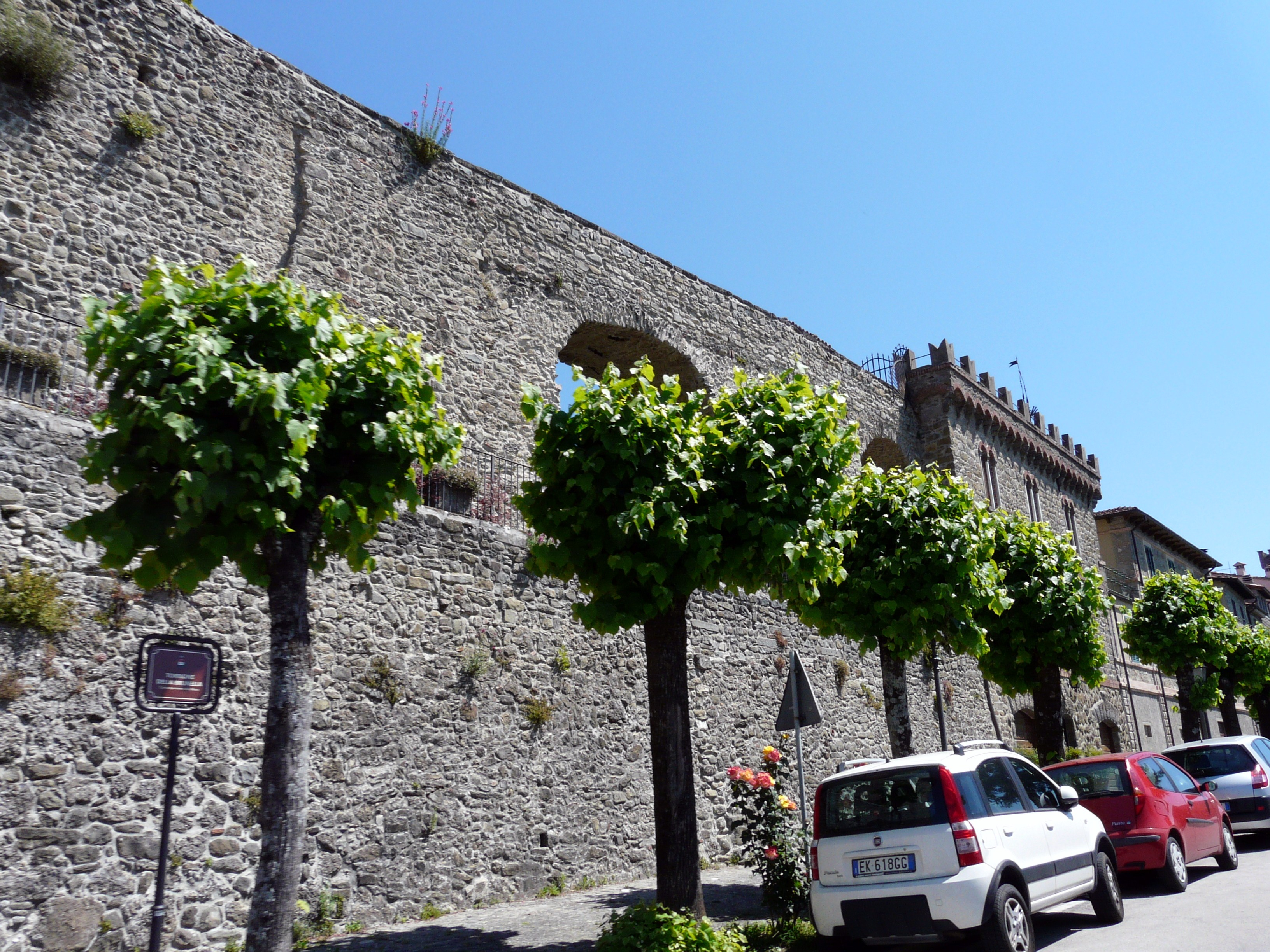
Castiglione di Garfagnana in de Lucca, een van de residenties van de familie de Nobili.

### Amsterdam
De Nobili groeide op in de grote familie van de Nobili, een rijke patriciërsfamilie in Lucca. Via zijn ouders belandde hij in de Republiek der Verenigde Provinciën. De familie aan moederskant, de Sardi, had een bank opgericht in Amsterdam. De bank droeg dezelfde naam, Sardi. De Sardi Bank kon transacties in Amsterdam regelen in naam van de Oostenrijkse regering. De Nobili kwam regelmatig naar Brussel, hoofdplaats van de Oostenrijkse Nederlanden, om er financieel verslag te geven.

### Brussel
In 1744 verzocht de Nobili keizerin Maria Theresia om Oostenrijks onderdaan te worden. Hij vestigde zich in de Oostenrijkse Nederlanden. In datzelfde jaar huwde hij met de Zuid-Nederlandse edeldame Marie-Louise Bernardine de Patin in Brussel. De keizerin stemde toe met zijn verzoek (1745). Zij benoemde de Nobili als raadsheer in de Raad van Financiën, het beslissingsorgaan voor financiële zaken in de Oostenrijkse Nederlanden. De Nobili kreeg een 2e benoeming, namelijk deze van rekenmeester van de Oostenrijkse Nederlanden. Dit betekende dat hij directe inzage en autoriteit had in de overheidsrekeningen.
Hij reisde regelmatig naar Den Haag, waar hij goed kon opschieten met de Oostenrijkse ambassadeur baron von Reichsach.
De Nobili werkte zich in in de hoogste financiële en adellijke kringen in Brussel. Zijn echtgenote Marie-Louise stierf evenwel in het kraambed na de geboorte van hun 10e kind (1762). De Nobili verwierf belangrijke steun van de gevolmachtigd minister der Oostenrijkse Nederlanden Botta Adorno, doch kreeg ronduit alle mogelijke steun van diens opvolger, minister von Cobenzl. Zelfs al had de Nobili ideeën die minister von Cobenzl niet aanstonden, toch bleef de Nobili in de gratie staan. Zo was bekend dat de Nobili een pleitbezorger was voor méér handel tussen de Oostenrijkse Nederlanden en de Republiek, iets wat minister von Cobenzl niet aanstond. Het hoogtepunt van de carrière van de Nobili was de organisatie van de Keizerlijke en Koninklijke loterij. De Nobili kreeg persoonlijk de toestemming van keizerin Maria-Theresia om in de Oostenrijkse Nederlanden de staatsloterij te organiseren. Hij verkocht de loten ervan tot in Amsterdam. In Brussel ging de staatsloterij gepaard met veel praal op het stadhuis van Brussel. De Zuid-Nederlandse adel was aanwezig op de loterij, die overigens belangrijke inkomsten verzekerde voor de Oostenrijkse Nederlanden. De keizerin benoemde de Nobili tot lid van de Raad van State van de Zuidelijke Nederlanden.
De Nobili deed andere zakelijke opdrachten in opdracht van minister von Cobenzl. Zo herorganiseerde hij een molen in Oostende tot houtzagerij.  Hij onderzocht de zoutwinning in Oostende, maar adviseerde de minister negatief om hierin verder te gaan wegens niet-rendabel. De Nobili hield zich ook bezig met de regelgeving rond de tabakskweek in de Oostenrijkse Nederlanden. Deze kweek liet hij taxeren. Zijn financiële connecties hielpen hem goed bij al zijn overheidsopdrachten.
In 1770 stierf minister von Cobenzl. De Nobili’s functie bij de staatsloterij van Oostenrijk werd onmiddellijk uitgehold door zijn tegenstrevers. Met de nieuwe machthebbers in Wenen en Brussel vlotte het niet. De tandem van de Oostenrijkse kanselier von Kaunitz en de minister in Brussel, von Starhemberg, spande samen tegen de Nobili. Deze 2 Oostenrijkers wilden hem weg.

### Lucca
De Nobili reisde naar Lucca terug, in gezelschap van zijn dochters (1772). Hij keerde nooit meer naar Brussel terug. Nog 3 jaar lang trok hij een wedde als lid van de Raad van State der Oostenrijkse Nederlanden. In 1784 stierf hij in familiekring in Lucca.